# Udskoje
Udskoje (russisch Удское, wiss. Transliteration Udskoe), ehemals Udskoi Ostrog, im Rajon Tuguro-Tschumikanski in der Region Chabarowsk in Russland, ist ein Dorf (selo) mit 339 Einwohnern (Stand 1. Oktober 2021).
Das Dorf liegt am linken Ufer der Uda, einem ostsibirischen Fluss, der bei den Schantarinseln in das Ochotskische Meer mündet, 90 Kilometer vom Verwaltungszentrum Tschumikan entfernt. 

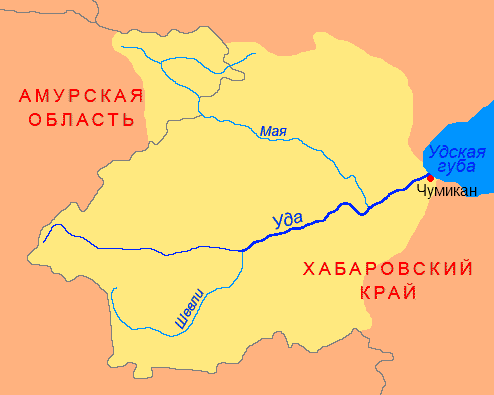
Karte mit der Uda (Fluss) und der Udabucht sowie dem Sitz der Verwaltung Tschumikan am Ochotskischen Meer

Es ist die einzige Ortschaft der Landgemeinde Dorf Udskoje (Selskoje posselenije „Selo Udskoje“).

## Geschichte
Der Ort wurde 1679 gegründet; 1681 wurde eine Winterhütte am Fluss Uda gebaut und wurde zum Stützpunkt von Udskoje Ostrog. Die erste geografische Beschreibung der Uda und des Udskoje Ostrog stammt von St. P. Krascheninnikow (1711–1755), der noch als Student an der Großen Nordischen Expedition (auch: Zweite Kamtschatka-Expedition) teilnahm. Im Jahr 1806 besuchte ein Adjunkt der Akademie der Wissenschaften, Johann Redowsky, den Udskoi Ostrog, während er unterwegs eine botanische Sammlung zusammenstellte. In den Jahren 1895–1898 besuchte eine Expedition von Karol Bohdanowicz die Mündung der Uda und Udskoje Ostrog. Als ehemalige Stadt war es der Verwaltungssitz des Udski okrug der Oblast Jakutsk bis 1856, dann der Oblast Primorje bis 1880. Im Jahr 1880 verlor der Ort seinen Status als Verwaltungszentrum von Primorje. In jüngerer Zeit wurden auf dem Gebiet verschiedene Mineralien entdeckt. Auch Goldvorkommen sind vorhanden.